# 小行星9490
小行星9490（9490 Gosemeijer）是一颗绕太阳运转的小行星，为主小行星带小行星。该小行星于1971年3月25日发现。

## 轨道参数
小行星9490的轨道半长轴为2.9457152 UA，离心率为0.094。